# Selección juvenil de rugby de Canadá
La selección juvenil de rugby de Canadá es el equipo nacional de rugby regulada por la Rugby Canada (CR).
Ha competido en Campeonato Mundial de Rugby Juvenil y en el Trofeo Mundial de Rugby Juvenil que son para menores de 20 años (categoría M20) antiguamente compitió en los extintos Mundiales M19 y M21.

## Uniforme
El color predominante en el uniforme principal es el rojo como en la de las otras selecciones de rugby y otros deportes, también presentan una vestimenta alternativa negra con vivos rojos.

## Historia
Se coronó como campeón del Mundial M19 División B en 2002 luego de vencer al seleccionado de Namibia por 38 a 22 en la final disputada en Italia.

## Palmarés
- Mundial M19 División B (1): 2002[1]
- Serie Norteamericana (4): 2015, 2017, 2018, 2019

## Participación en copas
| - Italia 2002: Campeón - Sudáfrica 2005: no participó - EAU 2006: 4º puesto - Irlanda del Norte 2007: 2º puesto - Inglaterra 2003: 12º puesto (último) - Argentina 2005: 11º puesto - Gales 2008: 12º puesto - Japón 2009: 14º puesto - Europeo M18 2017: 7º puesto - U20 Canada Conference 2022: 3° puesto - Oceania M20 Challenge 2025: 2° puesto | - Rusia 2010: 6º puesto - Georgia 2011: 5º puesto - Estados Unidos 2012: 6º puesto - Chile 2013: 2º puesto - Hong Kong 2014: 7º puesto - Portugal 2015: 2º puesto - Zimbabue 2016: no clasificó - Uruguay 2017: 7º puesto - Rumania 2018: 7º puesto - Brasil 2019: 5º puesto - Kenia 2023: no clasificó |